# فرودگاه اسمیستون
فرودگاه اسمیستون (به انگلیسی: Smithton Airport) یک فرودگاه همگانی با کد یاتا SIO است که یک باند فرود آسفالت دارد و طول باند آن ۱۵۹۹ متر است. این فرودگاه در کشور استرالیا قرار دارد و در ارتفاع ۹ متری از سطح دریا واقع شده است.